# 3686 Antoku
3686 Antoku eller 1987 EB är en asteroid i huvudbältet som upptäcktes den 3 mars 1987 av de båda japanska astronomerna Takeshi Urata och Tsuneo Niijima i Ojima. Den är uppkallad efter den japanske kejsaren Antoku.
Asteroiden har en diameter på ungefär 17 kilometer.